# Татитлек (Аляска)
Татитлек (англ. Tatitlek, алютик: Taatiilaaq) — статистически обособленная местность в зоне переписи населения Чугач, штат Аляска, США.

## География
Площадь статистически обособленной местности составляет 18,9 км², из которых 18,9 км² — суша и 0 км² — открытые водные пространства.

## Население
По данным переписи 2000 года население статистически обособленной местности составляло 107 человек. Расовый состав: коренные американцы — 84,11 %; белые — 14,02 %; азиаты — 0,93 % и представители двух и более рас — 0,93 %.
Из 38 домашних хозяйств в 44,7 % — воспитывали детей в возрасте до 18 лет, 47,4 % представляли собой совместно проживающие супружеские пары, в 21,1 % семей женщины проживали без мужей, 23,7 % не имели семьи. 21,1 % от общего числа семей на момент переписи жили самостоятельно, при этом 2,6 % составили одинокие пожилые люди в возрасте 65 лет и старше. В среднем домашнее хозяйство ведут 2,82 человек, а средний размер семьи — 3,28 человек.
Доля лиц в возрасте младше 18 лет — 36,4 %; лиц старше 65 лет — 7,5 %. Средний возраст населения — 30 лет. На каждые 100 женщин приходится 94,5 мужчин; на каждые 100 женщин в возрасте старше 18 лет — 106,1 мужчин.

## Экономика
Средний доход на совместное хозяйство — $36 875; средний доход на семью — $36 667. Средний доход на душу населения — $13 015. Около 17,9 % семей и 24,2 % жителей живут за чертой бедности.